# Stojan Kitov
Stojan Kitov (bulharskou cyrilicí Стоян Китов) (* 27. srpna 1938, Sofie) je bývalý bulharský fotbalista, záložník. 

## Fotbalová kariéra
V bulharské lize hrál za Zavod 12 Sofia, Spartak Sofia a FK Dunav Ruse. V roce 1968 vyhrál bulharský fotbalový pohár se Spartakem Sofia. Za bulharskou reprezentaci nastoupil v letech 1959–1966 ve 21 utkáních a dal 1 gól. Byl členem bulharské reprezentace na Mistrovství světa ve fotbale 1962, nastoupil ve 2 utkáních a na Mistrovství světa ve fotbale 1966, kde nastoupil v 1 utkání. Byl členem bulharské reprezentace na LOH 1960 v Římě, nastoupil v utkání proti Turecku.

## Ligová bilance
| Ročník                                | Zápasy | Góly | Klub           |
| ------------------------------------- | ------ | ---- | -------------- |
| 1. bulharská fotbalová liga 1956      | -      | -    | Zavod 12 Sofia |
| 1. bulharská fotbalová liga 1957      | -      | -    | Spartak Sofia  |
| 2. bulharská fotbalová liga 1958      | -      | -    | Spartak Sofia  |
| 2. bulharská fotbalová liga 1958/1959 | -      | -    | Spartak Sofia  |
| 1. bulharská fotbalová liga 1959/1960 | -      | -    | Spartak Sofia  |
| 1. bulharská fotbalová liga 1960/1961 | -      | -    | Spartak Sofia  |
| 2. bulharská fotbalová liga 1961/1962 | -      | -    | Spartak Sofia  |
| 1. bulharská fotbalová liga 1962/1963 | -      | -    | Spartak Sofia  |
| 1. bulharská fotbalová liga 1963/1964 | -      | -    | Spartak Sofia  |
| 1. bulharská fotbalová liga 1964/1965 | -      | -    | Spartak Sofia  |
| 1. bulharská fotbalová liga 1965/1966 | -      | -    | Spartak Sofia  |
| 1. bulharská fotbalová liga 1966/1967 | -      | -    | Spartak Sofia  |
| 1. bulharská fotbalová liga 1967/1968 | -      | -    | Spartak Sofia  |
| 1. bulharská fotbalová liga 1968/1969 | -      | -    | FK Dunav Ruse  |
| 1. bulharská fotbalová liga 1969/1970 | -      | -    | FK Dunav Ruse  |
| CELKEM 1. bulharská fotbalová liga    | -      | -    |                |